# ミシャグジ

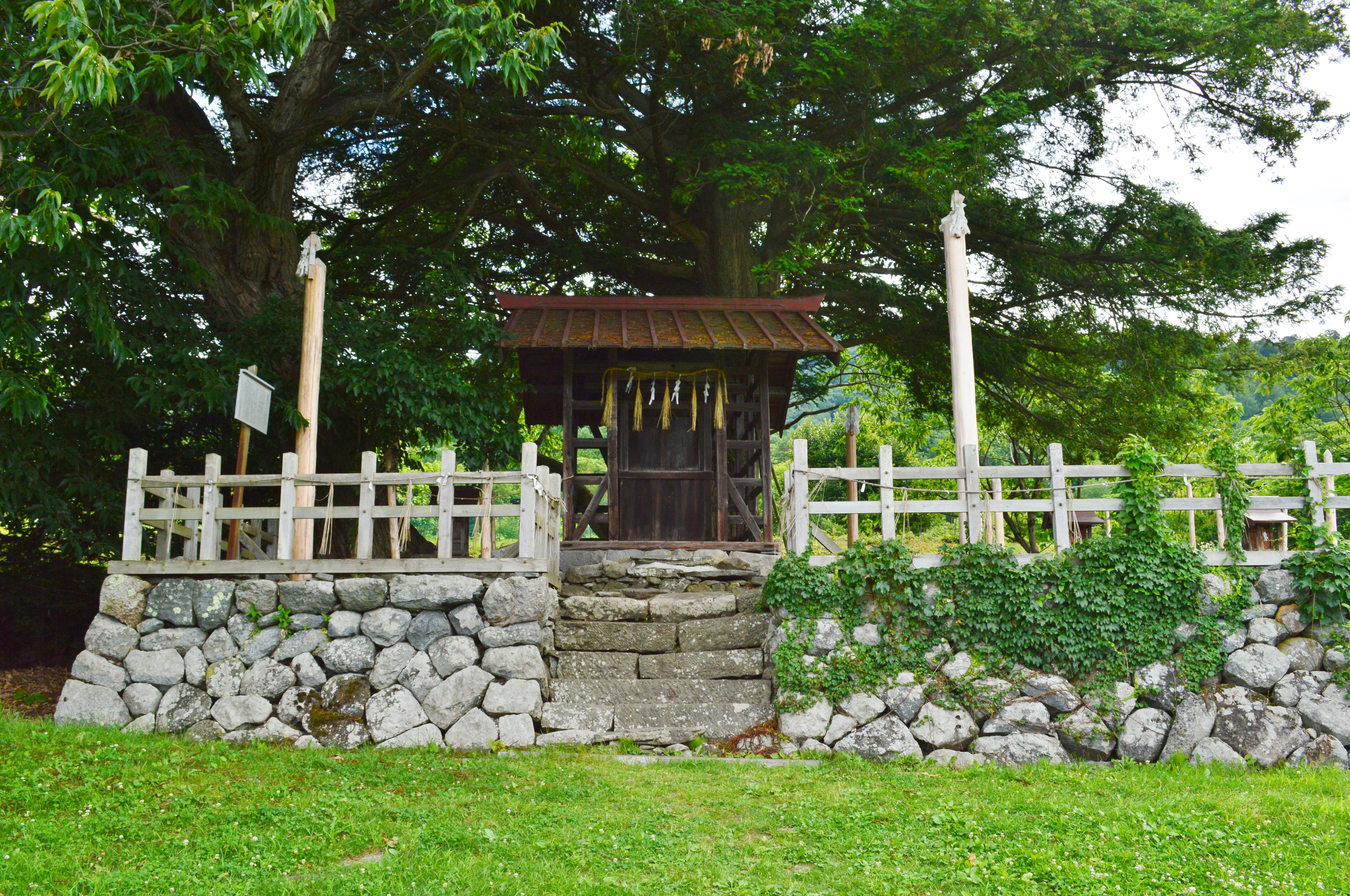
神長官守矢氏邸（神長官守矢史料館）内にある御頭御社宮司総社（茅野市高部）

ミシャグジ（御左口神、御社宮司、御射宮司、御社宮神 等）とは、長野県にある諏訪大社上社（かみしゃ）の神事に登場し、諏訪地域とその周辺に祀られる神霊・精霊の総称である。中世から近世にかけて上社の冬と春の神事において特に重要な役割を果たし、現地に点在する「御頭（おんとう）御社宮司社」「御社（射）宮司社」の祭神ともされている。
ミシャグジの実態（本来の特性）については様々な説があげられているが、解明されたとは言い難い。中世に書かれた上社の社家の文書では「御左口神」は諏訪大社の祭神（諏訪明神）の眷属とされ、近代の諏訪地方内では「御左口神」は諏訪明神の御子神の総称と解釈されていた（後述）。しかし、20世紀初頭から半ばにかけて、柳田國男や今井野菊などの研究者が諏訪地方のミシャグジと関東・近畿地方の一部で見られる石神信仰や、塞の神・道祖神信仰との間に類似点があることに気づき、これらはすべて関連していると提唱した。こうして諏訪の「御左口神（御社宮司）」信仰と似た名前を持つ他地方の神格にまつわる信仰はすべて「ミシャグジ信仰」としてひとまとめにして扱われることが主流となったが、近年は諏訪のミシャグジと他所の石神や「ミシャグジ的なもの」は切り分けて考えるべきであるという意見も現れてきた。
諏訪盆地に縄文文化が栄えていたこと、ミシャグジ（あるいは似た神格）を祀る神社に縄文期の石棒が神体になっている場合が多いことや、上社の神事には古風の要素が含まれていることから、ミシャグジ崇拝は非常に古く、縄文時代にまで遡る可能性があると推測する学説も浮上したが、このような見解も最近疑問視されるようになった。

## 呼称
名前にはさまざまな表記や発音のバリエーションがあり、当て字と漢字の組み合わせも大変多い（諏訪地域内と他所で確認されている表記例を全部合わせると200以上もあるといわれている）。
上社の社家の一つである守矢氏の古文書では「御左口神」が主に使われており（平仮名で「みさくうし」と表記される一例もある）、『諏方大明神画詞』（1356年成立）では「御作神」として一回出てくる。このほかに「御社宮神」と表記する文献もある。現在の諏訪では「御社宮司」「御射宮司」「御社宮神」と書くことが多い。諏訪のミシャグジを指して「御佐久知神」「御闢地神」という表記も用いられることがあった。「ミシャグジ」のほかに、「ミシャグチ」「サグジ」「ミサクジ」「ミサグチ」とも仮名で表記・発音される。
茅野市出身の郷土史家の今井野菊が著した「御社宮司の踏査集成」では、諏訪郡内と隣の郡に散在する御社宮司社を地元民が主に「（お）みしゃぐじ」あるいは「（お）しゃぐじ」「（お）しゃごじ（さま）」と呼んでいたとうかがえる。

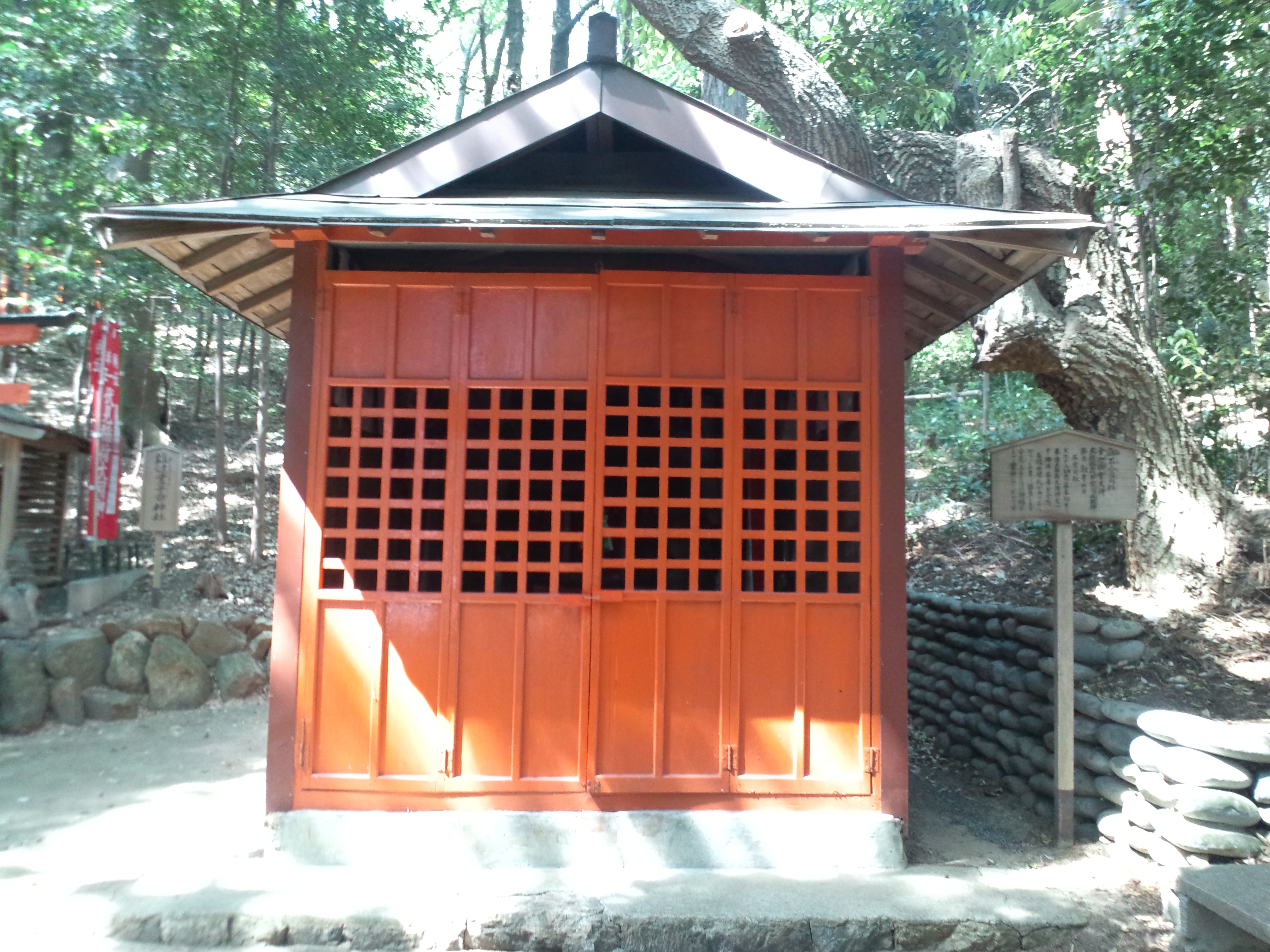
二川伏見稲荷（愛知県豊橋市）にある御社宮司（おしゃぐじ）社

他の地域では「サク」「シャグ」「サグ」「サコ」「サゴ」「ショゴ」を含む神名や神社名が見られ、「守護神」「佐軍神」「射軍神」「赤口神」「参宮神」「社子神」「曲口」「佐口」「山護神」「釈護子」等と表記される。発音も多様で、「（お）さんぐうじ」「（お）さんごじ（さん）」「さごじ」「さぐじん」「（お）さんぐうさん」「じょぐさん」「おしゃもつさま」「しゃごっつぁん」「しゃごったん」「シャクジン」「シュクジン」「シュクジ」「シュクシ」「シキジン」「シキジ」 等がある。中には「おシャモジ様」「おしゃじん様」「おやくしさま」のように認識できないほど訛った呼び名まである。また検地の神といって「尺神（しゃくじん）」をあて、検地棒や検地縄を奉納する所もある。今井はこれらはすべて諏訪のミシャグジと関係があるという説を唱えた。
柳田國男の『石神問答』（1910年）には「石神」「石護神」「石神井」「宿神」という名称の神も取り上げられている。金春禅竹の『明宿集』（1465年頃）は、「宿神」と「翁」とを同一存在と見なし、翁（宿神）を諏訪明神や筑波山の岩石などと同一視している。なお、石神（シャクジ）と石神（いしがみ）を同一視する辞書は複数あるが、『日本民俗大辞典〈上〉あ〜そ』は「石神（いしがみ）とは異なる」としている。
名前の由来については諸説あり、稲を守護することから「作（さく）神」とする説や、土地を開拓する（＝さく）ことによってその中に秘められた生命力を表出させることから「御作（咲）霊（みさくち）」とする説、「御赤蛇」とする説（ここではミシャグジはもともと蛇神であったとしている）などが唱えられる。

## 「ミシャグジ信仰」の分布

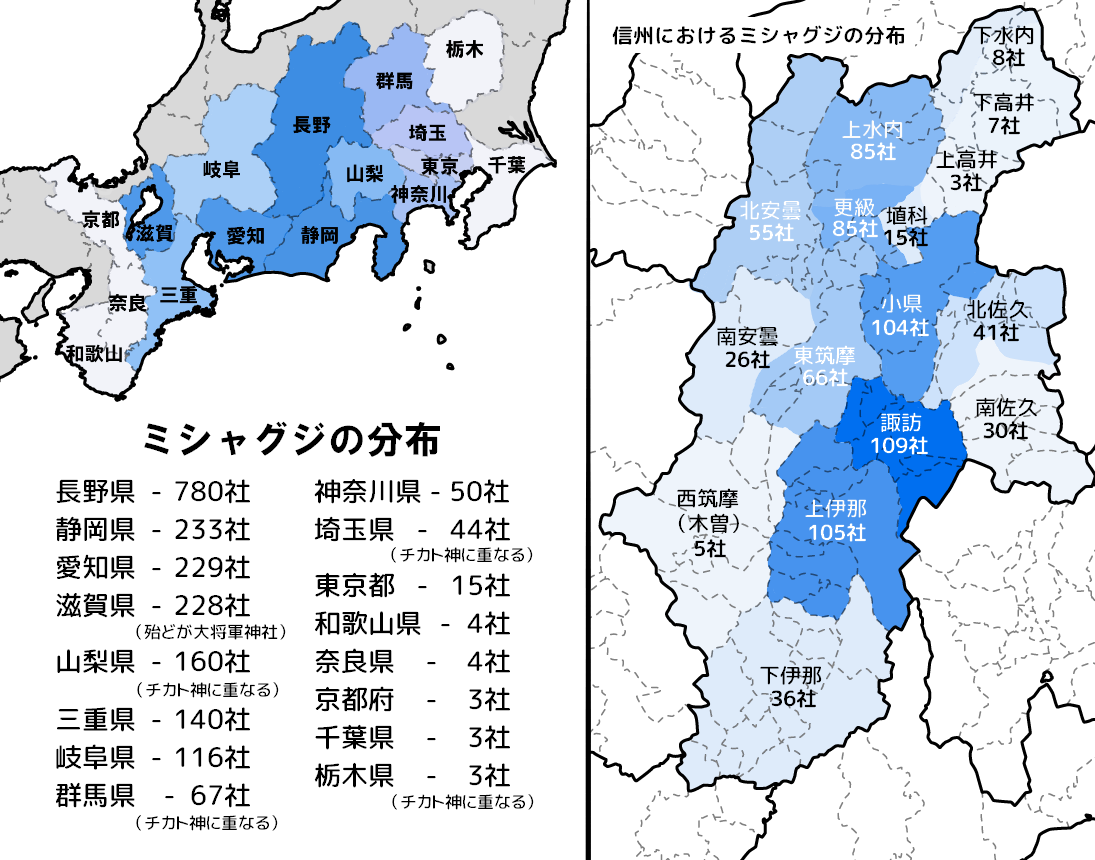
いわゆる「ミシャグジ信仰」の分布（今井野菊の研究に基づく）

今井野菊によると、長野県には750余りの「（ミ）シャグジ」系の神社が存在し、そのうち諏訪109社、上伊那105社、下伊那36社、小県104社などが多い郡であるという。全国では山梨県160社、静岡県233社、愛知県229社、三重県140社、岐阜県116社、滋賀県228社のほか関東各県にも見られる。なお、大和岩雄（1990年）は今井が「ミシャグジ神社」とした滋賀県内にある神社のほとんどが大将軍神社であると指摘し、それは「ミシャグジ信仰」に含まれないとしている。また、群馬・埼玉・山梨ではチカト信仰と重なっている。
昭和9年（1934年）に書かれた「地名と歴史」の中で柳田國男は「社宮司」という神の淵源について以下のように述べている。
昭和10年、『石神問答』の再版の序でさらに柳田は次のように書いている。
柳田の説に触発された今井も、「ミシャグジ」に似た名前を持つ民間信仰の神・神社が他所にあることのほか、これが諏訪信仰に重なっているところがあるから、関東・中部に広がるこの「シャグジ」「シャゴジ」等の大本は諏訪のミシャグジであるという前提で研究を進めた。分布についてこのように記した。
しかし、近年では全国に見られる「ミシャグジ的なもの」やミシャグジめいた石神はすべて諏訪に由来すると考えるのは乱暴で、諏訪大社において特化したミシャグジ信仰と、諏訪から切り離されてしまった諏訪由来と思われるミシャグジ信仰、または他所に見られる「ミシャグジ的信仰」をそれぞれ分けて考えるべきである、という意見が現れている。かつての諏訪大社においてはミシャグジは特定の神官しか扱えない存在とされており、この神官が直接参向していなかった関東・東海等の石神信仰はそもそも諏訪地方のミシャグジと直接的な関係があったはずがないとの指摘もある。

## 諏訪上社のミシャグジ（御左口神・御社宮司）

### 守矢氏と神氏

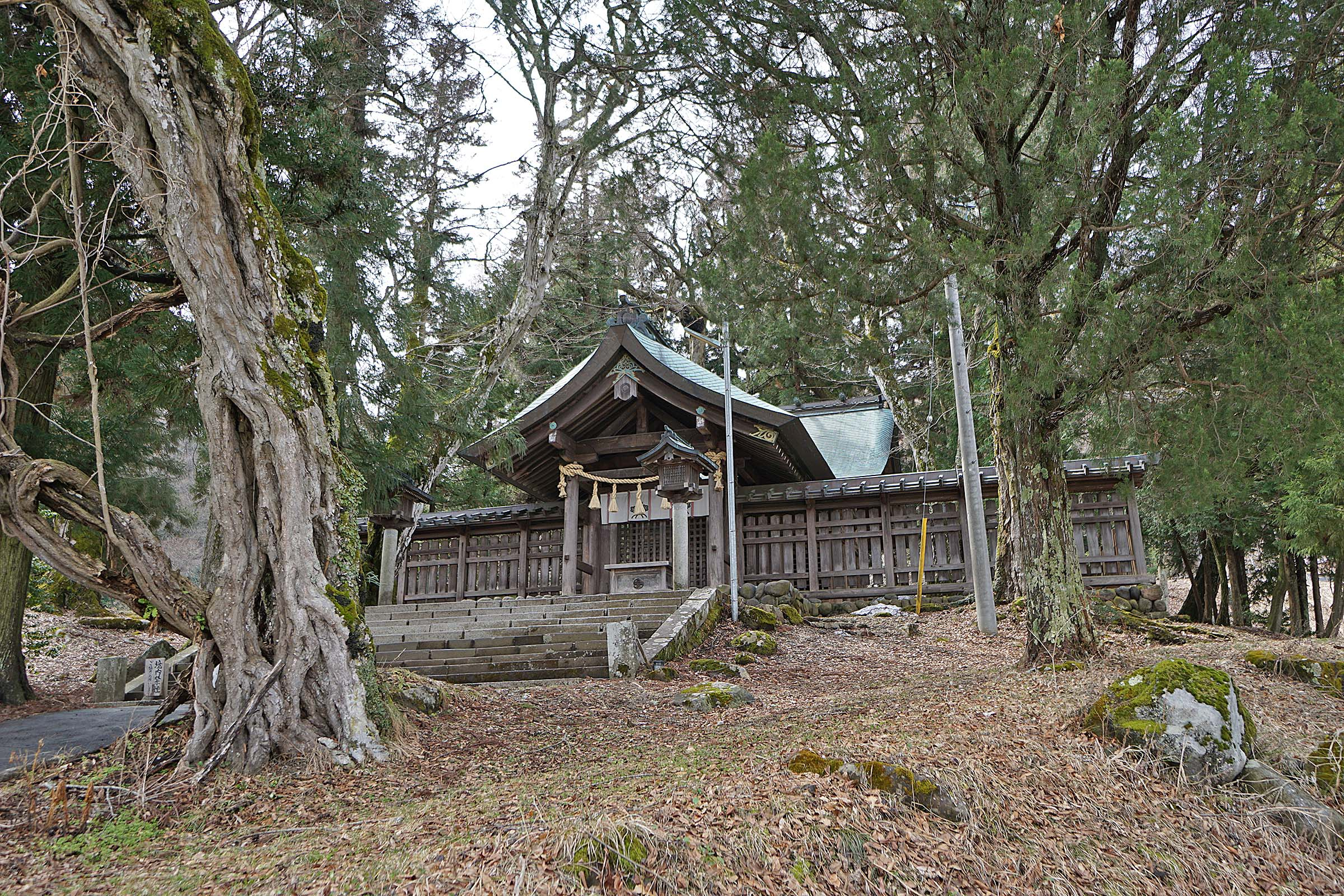
諏訪大社上社前宮（茅野市）

諏訪大社は上社（かみしゃ）と下社（しもしゃ）という2つの神社で成り立っている。諏訪湖南岸に位置する上社にはかつて大祝（おおほうり）と呼ばれる最高位の神官と、そのもとに置かれた5人の神職が奉仕していた。諏訪氏（神氏）から出た上社の大祝は古くは祭神・建御名方神（諏訪明神）の生ける神体とされ、現人神として崇敬された。
その大祝を補佐して神事を司ったのは守矢氏出身の神長（かんのおさ、後に神長官（じんちょうかん）ともいう）である。神長は大祝の即位式を含め上社の神事の秘事を伝え、神事の際にミシャグジ（御左口神）を降ろしたり上げたり、または依代となる人や物に「付け」たりすることができる唯一の人物とされた。
諏訪地域に伝わる神話によると、諏訪明神が諏訪に入った際に地主神の洩矢神と相争った。洩矢神が戦いに負けて、明神に仕える者となったという。守矢氏は洩矢神の後裔で、神氏は諏訪明神の後裔とされた。
地元の郷土史家は長い間、この「入諏神話」は諏訪に起こった祭政権の交代という史実を反映していると考えていた。この説では、外来の氏族（神氏）が諏訪盆地を統率した在地豪族（守矢氏）を制圧して、諏訪の新しい支配者となるが、守矢氏が祭祀を司る氏族として権力を維持した。この出来事が諏訪上社の祭祀体制の始まりとされている。（なお、この見解は近年疑問視されており、入諏神話は考古学的知見と結びつけるべきではない、あるいはこの神話自体は中世に広く流布していた聖徳太子と物部守屋の争い（丁未の乱）にまつわる伝承の影響を受けている、あるいはその伝説をもとにして中世に創作されたもので、古代神話ではないといった主張もある。）権力の交代劇が起こったとされる時期については諸説あり、諏訪に流入した神氏を稲作技術をもたらした出雲系民族（弥生人）とする説や、金刺氏（科野国造家、後に諏訪下社の大祝家）の分家、または大神氏の一派あるいは同族とする説がある。後者の場合、政権交代劇を下伊那地方に開花した馬具副葬古墳文化が諏訪地域に出現した時期（6世紀末～7世紀初頭）によく当てはめられる。

### ミシャグジと建御名方神

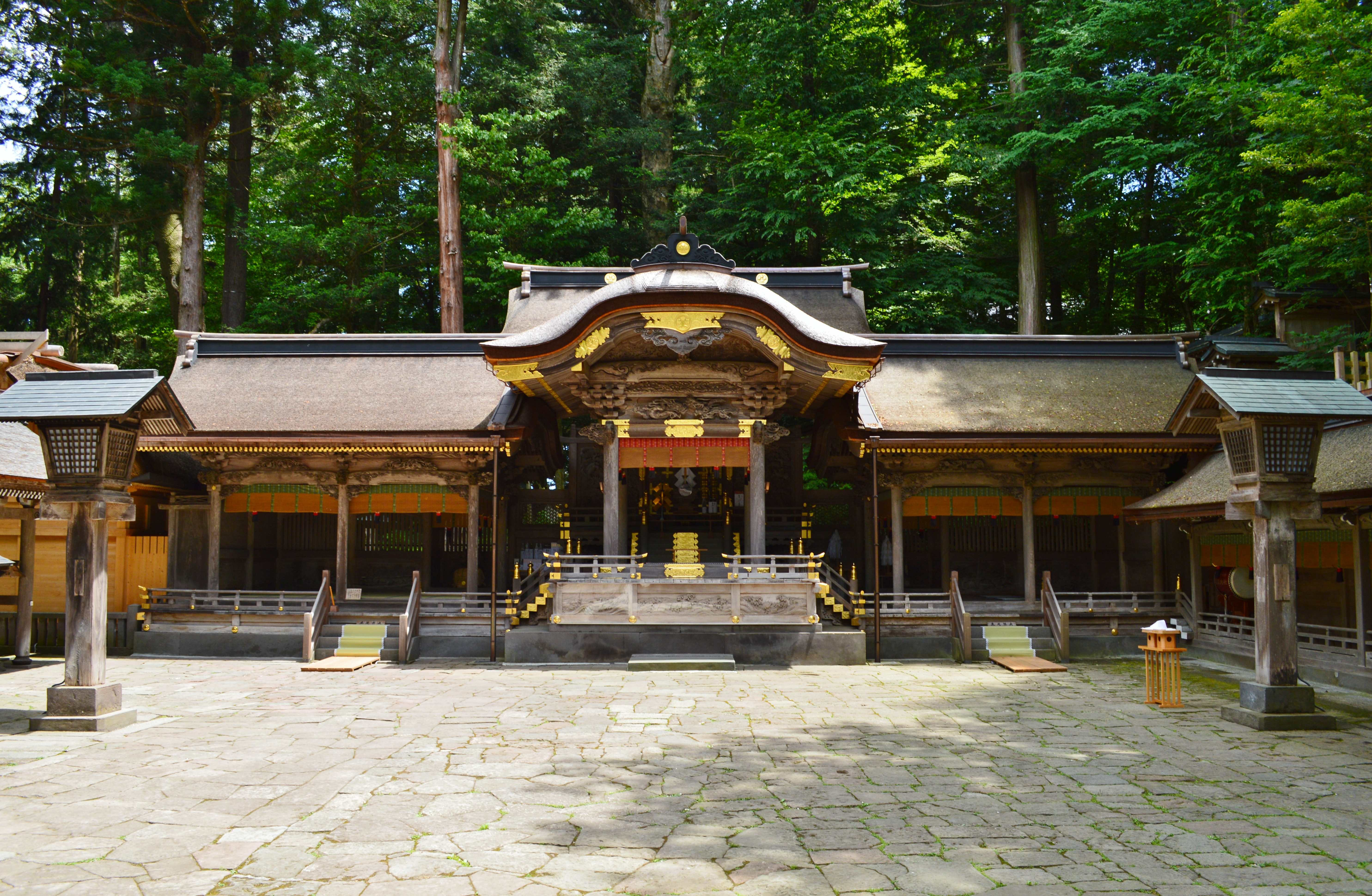
諏訪大社上社本宮（諏訪市）

国史では諏訪の神が「建御名方神」という名前で登場しており、『古事記』や『先代旧事本紀』の国譲りの場面で建御雷神との力比べに敗れてしまう大国主神の次男として描かれている。しかし、『日本書紀』や、出雲地方の古文献である『出雲国風土記』と『出雲国造神賀詞』にはこの建御名方神が登場せず、『古事記』でも大国主神の子でありながらその系譜に名前がみられないため、建御名方神は国譲り神話に挿入されたという説を唱える研究者が多い。
諏訪にも建御名方神（正確に言うと『古事記』等における建御名方神）の影が薄いと言える。中世の祝詞には神名が出て来ず、「建御名方神」という神名もほぼ浸透しておらず、祭神の事を単に「諏訪明神」「諏訪大明神」「お明神様」等と呼ぶことが多い。また、『古事記』の説話とは異なる神話と伝承（入諏神話や、諏訪明神を蛇〈龍〉とする民話など）が現地に伝わっている。このことから、建御名方神は「ミシャグジ信仰をヤマト王権の神統譜に組み入れた結果生まれた神名」（大和岩雄、1990年）または「朝廷への服従のしるしとして諏訪に押し付けられた表向けの神」（寺田鎮子・鷲尾徹太、2010年）で、諏訪の本来の神はむしろミシャグジであるという説が度々立てられている。
『日本書紀』の持統天皇5年（681年）8月の条には「使者を遣わして、龍田風神、信濃の須波（諏訪）・水内等の神を祭らしむ」とあり、諏訪に祀られている神は奈良時代以前に既に朝廷に風の神・水の神として崇敬されていたことが分かる。建御名方神を後世に創作された神とする研究者はこの「須波神」をミシャグジまたは守矢神（洩矢神）としている。
なお、後で述べるように中世の上社ではミシャグジ（御左口神・御社宮神）と諏訪明神は各々別神であると理解されていたことが明らかである。

### ミシャグジと大祝

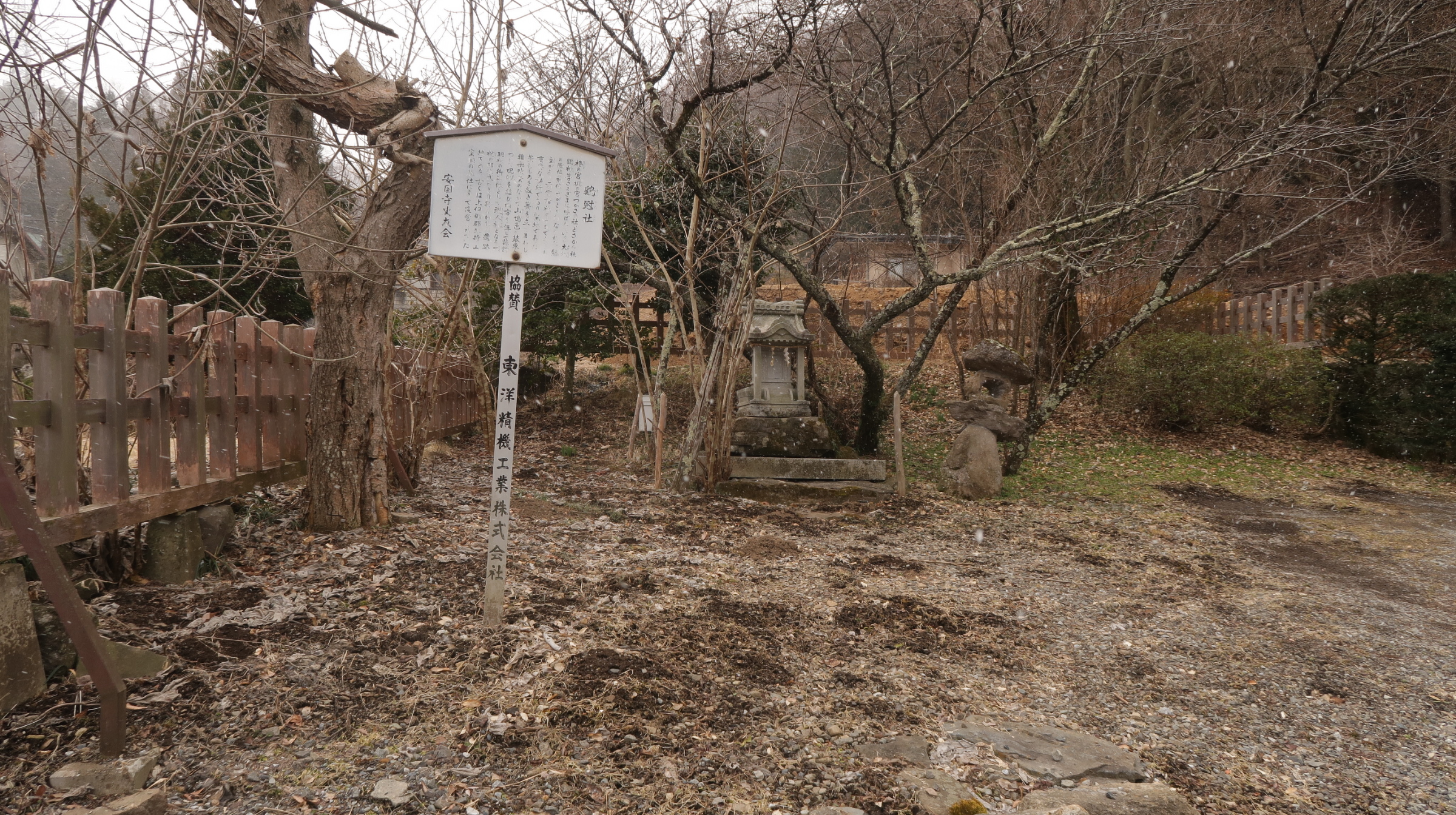
鶏冠社（上社前宮境内）

上社の大祝は神長が執り行う就任儀式（即位式・職位式）を受けていた。この際に、大祝となるべく選ばれた者（若い男子に当てた例が多い）は柊またはカエデの木のある鶏冠社（上社前宮境内）の石の上に立ち、大祝の装束を着せられる。この儀式を受けることによって少年が諏訪明神の「御正体」（神体）となるとされた。伝承では諏訪明神が8歳の男児に自分の衣を着せつけた後に「我に体なし、祝（）を以て体とす」と告げたとされ、それが神氏と大祝職の始まりとされている。
大祝に依り憑く神は実体のない霊的な存在とされることから、郷土史家の宮坂光昭と縄文研究家の田中基はこの神は建御名方神ではなくミシャグジであるとする説を唱えた。この説では大祝はいわばミシャグジの憑坐（よりまし）である。田中は「外来魂・ミサグジに装填したがゆえに大祝になった童児は、生き神様・現人神と考えられた」と述べ、春に行われる御頭祭で大祝の代理を務める6人の神使（おこう、「こうのと」「かんづかい」とも）にはミシャグジ（御左口神）が付けられることを指摘し、「神使は構造上どう見ても仮の大祝であり、神使が御左口神であるならば、大祝は大御左口神であってタケミナカタではない」と論じたが、近年は「ミシャグジを大祝につけなかった」という意見に変わった。
守矢氏の古文書には、即位式の際に神長が御左口神を大祝に付けたと明記されていないが、大祝と同様の儀式を受けて役を務める神使（）には付けたという記録が残っている。

### 神仏習合
平安時代末期に諏訪に仏教が入り、上社本宮には神宮寺・如法院・蓮地院・法華寺ができた。本地垂迹説が広まると、上社の男神は普賢菩薩、下社の女神は千手観音の垂迹とされていた。室町時代に入ると、両部神道を学んだ神長・守矢満実が密教要素を導入して独特の「諏訪神道」を作ろうとした。天皇の即位灌頂や神道灌頂を参考にしつつ大祝を即位式を密教風にし、神事に密教的解釈を施した。
満実が著した奥義書『諏訪大明神神秘御本事大事』には両部神道・真言密教の影響が見られる。
御左口神を「付け申す」時の儀礼には印相と真言が用いられていることはその一例である。
室町時代書写の『諏訪上社物忌令之事』（1237年成立）の写本（神長本）に載録されている「陬波六斉日精進之日記」においては、「諏方南宮法性大明神・十三所王子・御左口神」が礼拝の対象とされ、6つの斎日に六道の主として六観音と習合された6体の御左口神が当てられている。

### 王子神（御子神）としてのミシャグジ

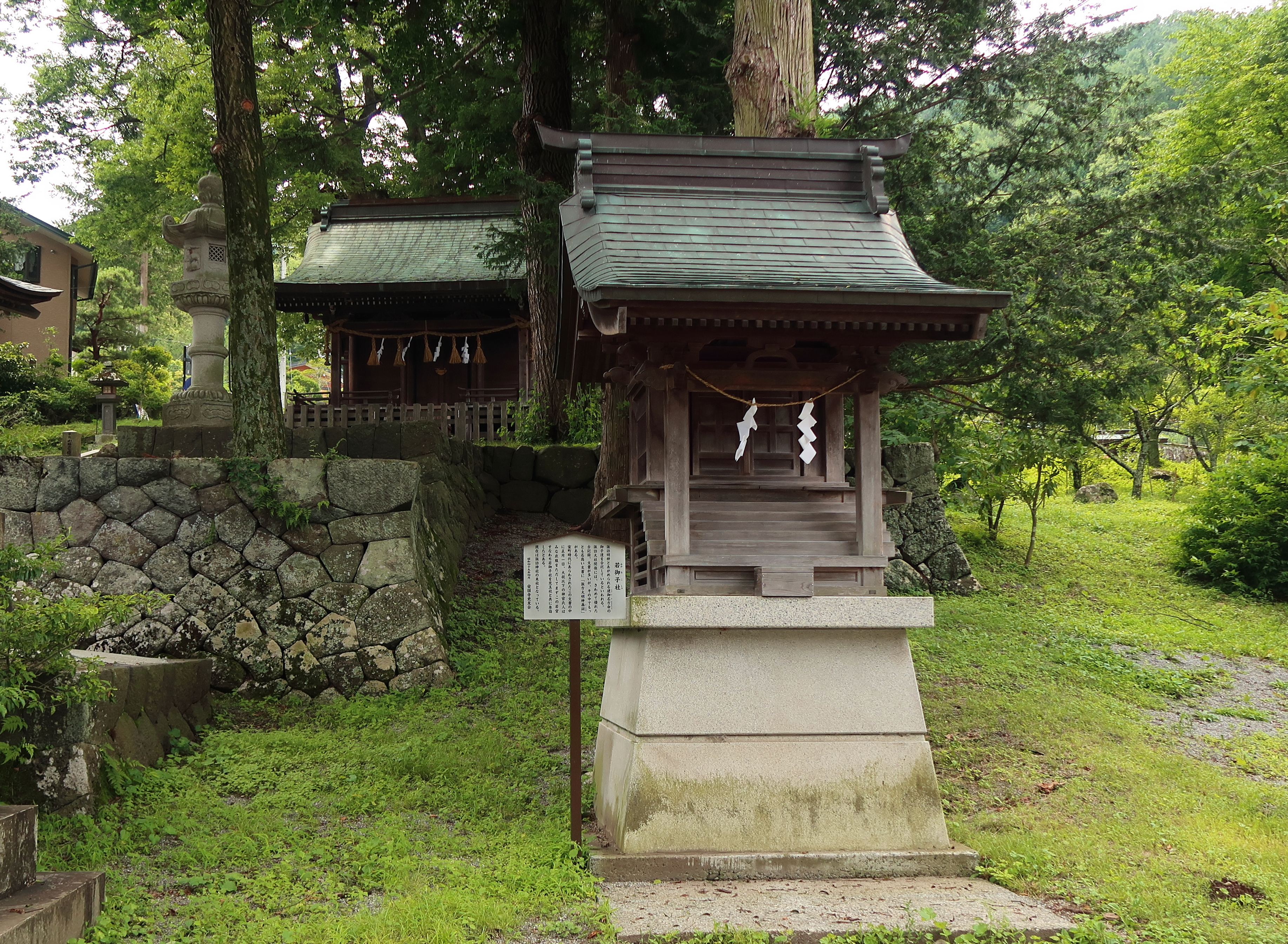
若御子社（上社前宮境内）
諏訪明神の御子神は大抵13柱あるとされているが、ここでは22柱の御子神が祀られている。

ミシャグジ（御左口神）を諏訪明神の眷属神・御子神として位置付ける見方は既に中世に見られる。例えば、守矢満実は「当社御神の王子」について以下のように述べている。
つまり、満実は御左口神を6人の神使（）や「十三所（王子）」のように諏訪明神の王子神であると理解していた。これは、『上社物忌令』「陬波六斎日」に記されている「大明神・十三所王子・御左口神」と通じるとみられる。また、『守矢神長古書』には「当社にて御社宮神というのは皆御子孫の事言う也」とある。『諏方大明神画詞』にも「十三所の王子」が諏訪明神を守護する眷属神として登場している。武田信玄による下知状『諏訪上下宮祭祀再興次第』（1565年）にも「精進屋におゐて神使三十日之精進、御左口神作立ル、王子胎内之表体なり」と書いてある。
近代の諏訪においては「御左口神」（ここでは「御闢地神」、つまり「土地開発の神」の意と解釈）という名称は国土開発に功績のあったと言われる13柱の御子神の総称とされた。明治時代の神社明細帳では、諏訪に存在していたおよそ40のミシャグジ神社のほとんどが建御名方神（諏訪大神）の御子神を祀る神社として記録されており、その中には「健御名方命御子」として「御射宮司神」の名を挙げる神社が一社ある。長野県（旧信濃国）全体に見られる諏訪御子神を単独で主神として祀る神社を「社子神」「御佐久地」等と称される例もある。
宮地直一（1937年）は中世の御左口神と神使（）と諏訪明神の御子神のそれぞれ関係について以下のように述べている。

#### 石埜三千穂の説
石埜三千穂（2017年、2018年）は諏訪御子神（十三所王子）信仰の発展を中世の王子信仰に照らして自説を挙げており、それにはミシャグジ（ここではミシャグジそのものと「ミシャグジを称する社祠」が区別されている）が絡んでいる。
元日の御占神事で1年の間に上社の神事に奉仕する郷村（御頭郷）が選定されると、選ばれた村から婚姻未犯の童男が神使（）として出仕させられる。少年たちは新築されミシャグジを降ろした精進屋の中に30日間の精進潔斎に臨む。それが終わると神使（）たちにミシャグジが付けられ、諏訪・上伊那の各地にある湛（たたえ・たたい）と呼ばれる聖地（樹木・岩石など）を巡る。精進屋に付けられたミシャグジが神上げされた後に取り壊され、その場に新たな祠が建てられる。これが「ミシャグジ神社」である。つまり、石埜の説では諏訪に見られる「ミシャグジ神社」は本来「ミシャグジを祀る社祠」ではなく「ミシャグジが降りた場所を記念する祠」である。
新造された「ミシャグジ神社」には諏訪明神の御子神（王子神）が祀られる。いわば、神長が降ろしたミシャグジによって新たな神が「生まれる」とされる。（下記の通り、石埜はミシャグジそのものを神長が扱う「諏訪明神のために働く力」・「生命力」という抽象的なものと解釈しており、神社に鎮座するような存在ではなかったとしている。）このことが諏訪御子神信仰の発展に繋がるとしている。

### 「前宮二十の御社宮神」

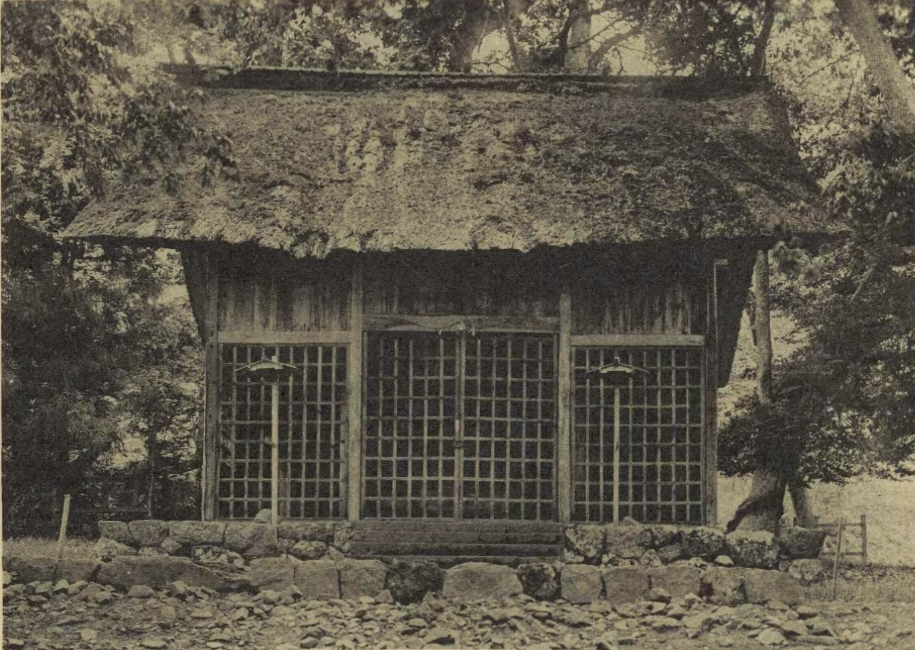
上社前宮にあった精進屋
古くは大祝となる者が即位に備えて厳しい修行を行った場所であったが、昭和7年（1932年）に取り壊され、現在の本殿が建てられた。

諏訪上社の前宮（）は、名前の通り上社の中で一番古い社である。その周辺は元々守矢氏の本拠地で、神氏に譲られたといわれている。近世までは生き神大祝がこの一帯に居住したということから、「神原（）」とも呼ばれた。また、建御名方神とその妃神の八坂刀売神はここに葬られたという地元の伝承もある。

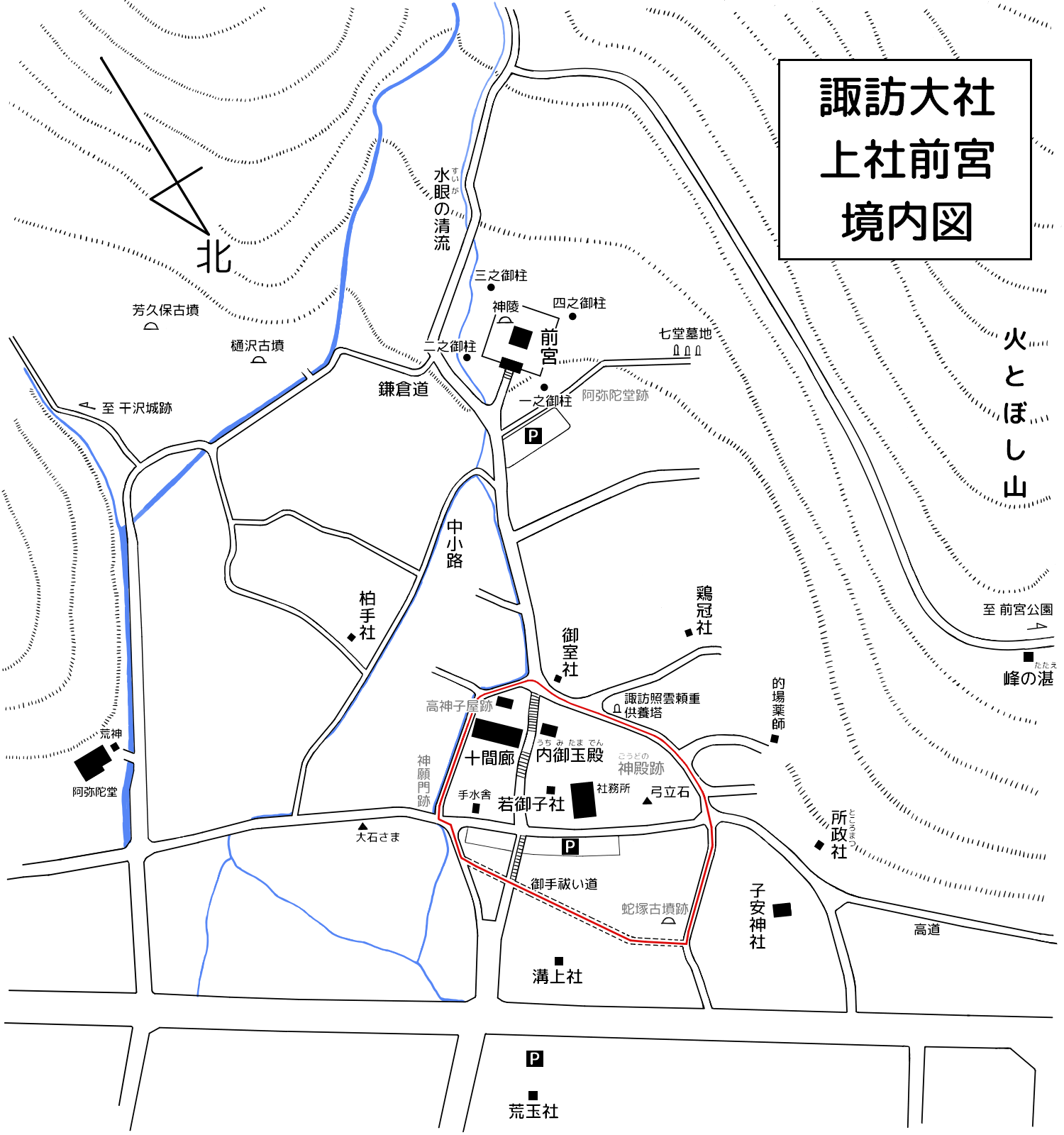
上社前宮境内図

神原一帯は古くは祭事の中心地でもあったため、いうまでもなくミシャグジとの縁が深いと言える。嘉禎3年（1237年）の『諸神勧請段』に載録されている以下の神楽歌から、前宮には古くは「二十のミシャグジ」が祀られていたという見解がある。
上記のように『諏訪大明神神秘御本事大事』にも「二十御左口神之王子」という表現が見られる。
これに対して石埜三千穂は大祝の即位式の記録や古絵図をもとに前宮のミシャグジ（前宮に付属しているミシャグジ神社）と前宮そのもの（前宮社・前宮大明神）はそれぞれ別の社祠であることを推測している。石埜の説では、前宮に本来祀られていたのは「ヒトとしての大祝一族の祖霊」であり、それと対比して内御霊殿（うちみたまでん、うちのみたまどの）に祀られているのは諏訪明神の幸魂と奇魂、すなわち「現人神としての大祝の神格」である。石埜は「二十の御社宮神」（＝前宮を守護する御子神の社祠）を22柱の御子神を祀る若御子社に比定している。

### 鉄鐸（さなぎの鈴）

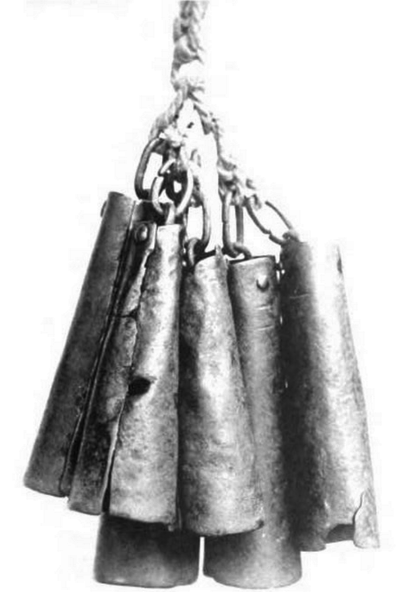
佐奈伎鈴（鉄鐸）

銅鐸によく似た鉄製の鐸（）は上社に神宝として残されている。この鉄鐸は截頭円錐形（いわゆるメガホン形）に丸めた薄い鉄板で作られたものであり、内部には鉄の舌が吊るしてある。現在、上社本宮に同形式のものが6個1連で3組保管されているが、これは元々守矢氏が管理していた。
「御宝鈴」「大鈴」「佐奈伎（）鈴」等と呼ばれるこの鉄鐸は、誓約の鈴として、土地境界や戦争の和睦などの際に使用されたものである。また、春の耕作期直前、鉄鐸を持った神使（）たちが各地の湛に人々を集めて、これを鳴らして神事を行った。こうしてミシャグジが豊穣をもたらし、その代わりに郷村民がお礼として農産物を貢上するという契約を成立させた。秋の収穫後、貢納の取りまとめを行う際に同様の神事が行われる。
鉄鐸の使用には礼銭が定められており、神長の収入源の一つであった。郡外不出のものとされ、宝鈴のタブーを犯すと契約が破綻するといわれていた。また、違約のある時はミシャグジの祟りがあると信じられていた。
天文4年（1535年）、武田信虎と諏訪頼満の和睦の際に、神長の守矢頼真が鉄鐸を鳴らしたという。
塩尻市にある小野神社にも12個1連の鉄鐸が保管されている。上社の鉄鐸とは異なり、原形のまま鉾に吊るされている。多数の麻幣が結びつけられており、御柱祭が行われる年に1かけずつ結ぶ習わしが現在も続いている。

### 「祟り神」としてのミシャグジ
『画詞』（諏方祭巻第一 春上）は「御作神」（ミシャグジ）について「若（も）し触穢ある時は、此の神必ずたたりをなす。鳥犬に至るまで其の罰を被る」と述べており、つまりミシャグジは穢れがあれば祟りをなす神で、その祟りは犬鳥にまで下るという。郷土史家の宮坂光昭（1991年）は以下の出来事を「ミシャグジの祟りがあった」として挙げている。
- 現人神である大祝は諏訪郡を出てはならない、または穢れの元となる人や馬の血肉に触れてはならないという厳しい不文律があった。この掟を破って奥州征伐に従軍し、また源義家（八幡太郎義家）の誘いで上京しようとした諏訪為信の子為仲は、大祝在職中ということで諏訪社一同に反対されたものの、それを押し切って出立したが、社の鳥居を出ると馬が数匹病気で倒れ、更に群外を出ると馬が7匹も病死した。やがて美濃国にたどりついたところ、源義光一行と酒宴を催するが、部下双方が喧嘩し死傷者を出すに及んで、為仲は責任をとって自害する。父の為信はこの事件を神罰と見なし、遺児の為盛を大祝の職に就けさせなかった。次に大祝となった為仲の弟の為継（次男）は任職3日後に頓死し、同じく弟の為次（三男）も任職7日後に急死したため（いずれも神罰とされている）、四男の為貞が当職を継ぐことになった[110]。（ただしこの出来事を記録する『画詞』[111]や『前田本 神氏系図』[112][113]では「神罰」という表現が見られるのみで、ミシャグジの仕業であると明記していない。）
- 大祝即位式の時、神長官における授職を行わない人には神罰が下るとされた。戦国大名諏訪頼満は嫡子の頼隆を大祝に立てたが、頼隆は父に先立ち32歳で死去した。神長官の守矢頼真はこれを「即位式不足による御罰」と言っている。大祝となった頼隆の嫡男である諏訪頼重も即位式も正式でなかったためか、母が死亡したので大祝を退位した。ところが、次の大祝として立つべき人がなく、再度大祝となったものの、即位式もなく、かつ一周忌もたたずして大祝となった結果、やがて武田晴信（信玄）に滅ぼされる[110]。

## ミシャグジと中世上社の神事
諏訪上社においてミシャグジは諏訪明神を祭る祭礼には欠かせない役割をしてきたが、単独に祀られることはなかった。ミシャグジが主に活躍したのは、冬から春にかけて行われる神事祭礼であった。

### 御室神事（十二月下旬）
旧暦12月22日になると、諏訪郡の郷民が奉仕して神原（前宮）の一部に建築した御室（）と呼ばれる広大な竪穴建物に大祝、神長以下神職が穴巣始（）と呼ばれる儀式を始める。御室の中には「萩組の座」「うだつ」と呼ばれる特別な神座はあり、そこには大祝、神長、神使（）しか入ることができなかった。破風には葦で壁体を作り、そこに御左口神を祀ったという記録もあるが、これは御室自体の破風を指すのか、「萩組の座」の破風を指すのか不明である。

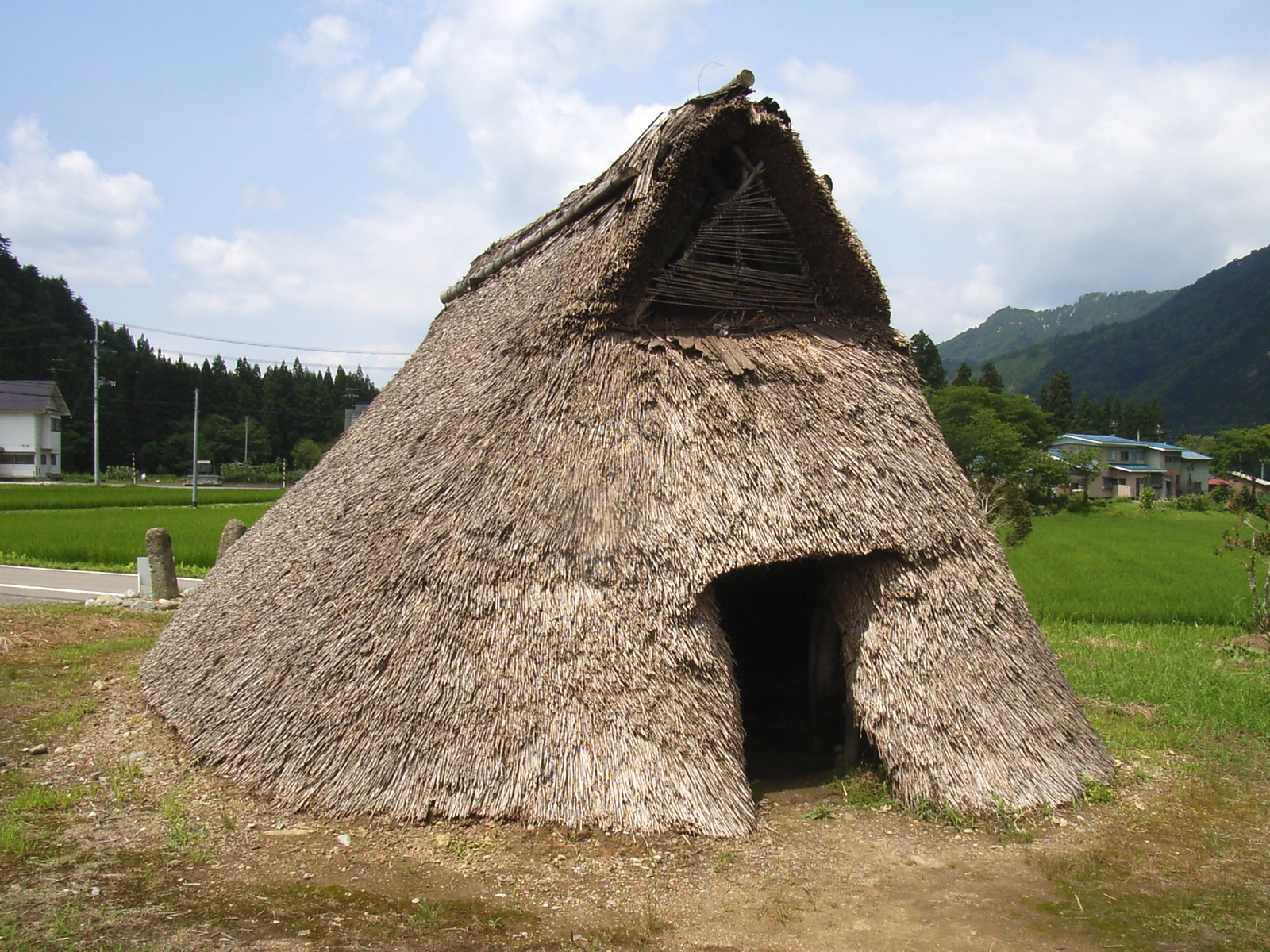
竪穴建物
中世諏訪社の冬の神事において建築される御室は古代の竪穴建物を彷彿させる。

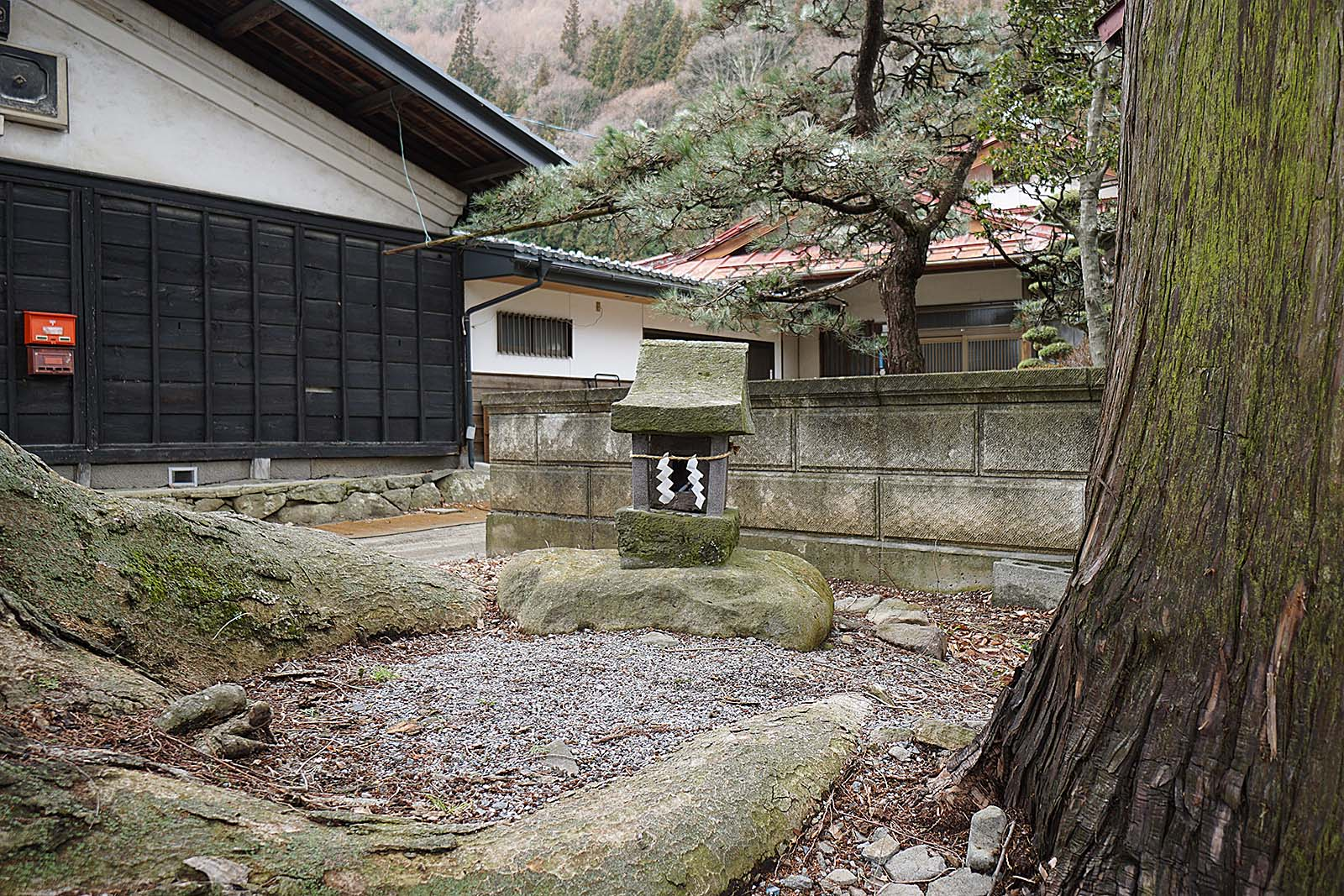
御室社（上社前宮境内）

『諏方大明神画詞』（1356年）によると、22日の祭事の時に「第一の御体」（前宮に祀られている「二十の御左口神」）が御室に入れられた。その翌日（23日）、上社信仰圏の3区分である内県（うちあがた）・外県（そとあがた）・大県（おおあがた）から1体ずつ納められた、茅（カヤ）製の3つの小型蛇体が御室の中に入れられる。小蛇に飾りの麻と紙を着けて神霊を込められる。
24日の夜（大巳祭）には御左口神を付けた「御笹」（「うだつの御左口神」とも言う）が「萩組の座」の左から、「御正体」（上記の3体の小蛇）がその右から入れられる。「萩組の座」の中で何が行われたのかははっきりしないが、大祝が笹を持ちながら唱え言をしたようである。
25日の大夜明祭には茅とハンノキの枝できた長さ5丈5尺（約16m）、太さ1尺5寸（70cm）の蛇体3体が御室に入れられる。「御身体」または「ムサテ」と呼ばれるこの大型の蛇体は小さい蛇体と同様に「そそう神」を表すという。田中基の説ではこれが小蛇が冬眠に入り、御左口神の力によって一夜のうちに大蛇に変身する様、すなわち「神霊の増殖」を表している。御左口神の依り代の笹と「そそう神」の依り代の大小の蛇体が3月まで「萩組の座」に安置する。

### 蛙狩神事（正月元旦）

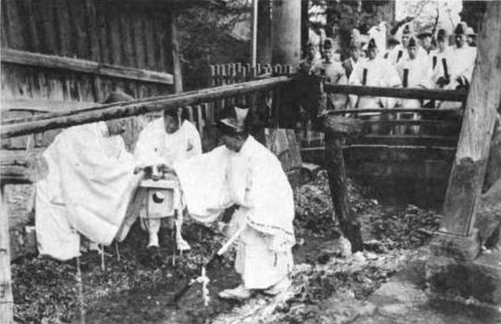
蛙狩神事の際に御手洗川で蛙を捕獲する神職たち（1937年以前）

元日の朝に上社本宮で行われる蛙狩神事では、本宮前の御手洗川から捕らえられたカエルが小弓と矢で射抜かれ、生贄とする。かつてはカエルを「射取る」のが神使（）の役目であり、6匹を捕獲したのは6人の神使がいたからと思われる。しかし時代が下がるとカエルの数も少なくなり、現在は2匹が平均的である。川には必ずカエルが現れると信じられ、これが諏訪大社七不思議の一つに数えられている。射抜かれたカエルは大祝の前に供えられ、丸焼きした後に神薬として配られた。
中世の伝承では諏訪明神による蝦蟆神の退治を模した神事とされているが、カエルを供える本当の理由は謎に包まれており、いろんな説が挙げられている。一説ではこの話が蛇神としての諏訪神と土地神（ミシャグジあるいは洩矢神）による神権争奪を意味するという。

### 御占神事（元旦）

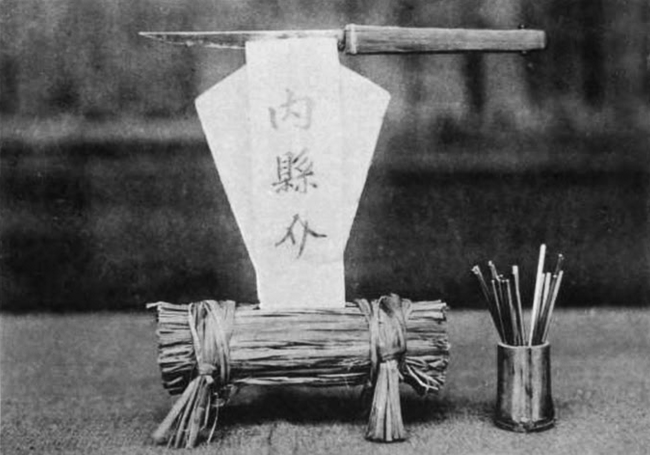
御占神事に用いられる剣先板・小刀子・藁馬・ススキの筮

元日の夜、神長が御室の中で当番として1年間上社に奉仕する御頭郷と神使（）を抽選する御頭御占神事（神使御頭御占、神使殿御頭定とも）を行う。
6人の神使（）と14人の村代神主（むらしろこうぬし、神田を経営して上社の神事費用を負担する、諏訪郡内の郷村の代表者）のために神長は「二十の御左口神」を降ろす。その神体は剣型の板（剣先板）で、これが藁馬に差し立てられ、御頭の役名（「内県介（うちあがたのすけ）」等）が書かれた紙を小刀で刺し止める。御左口神を降ろすと神長は大祝に対し呪文を唱えて、ススキの芯を投げ打っての丁半の占いで神使（）（内県介・宮付（）、外県介・宮付、大県介・宮付）を選んだ。新しい神使（）が決定されると前年の神使（）は退下する。
今でも御頭郷を選ぶ占いは諏訪大社の宮司によって行われるが、諏訪頼水が1614年（慶長19年）に諏訪の郷村を15組に分けてから輪番制に替わったため、形ばかりの神事となっている。

### 神使の精進（二月）

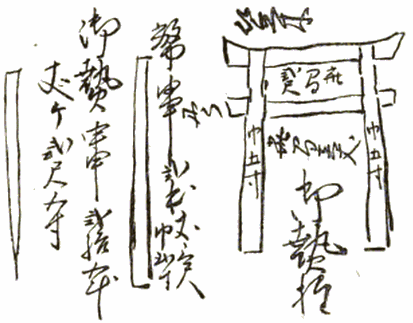
御贄柱拵方御絵図（文化2年）
右には御贄柱、中央には幣串、左には御贄串が描かれている。

御頭郷に当たった村には上社の神印が押された神札・御符（みふ）が授けられ、村境に境締めの幣帛が立てられる。神長が神使（）のために新造された精進屋（お贄場、御頭屋とも）に御左口神を降ろし、神使（）とその従人、鹿人（ろくびと、料理人）等が2月上旬から30日間、この中に厳しい精進潔斎を行う。物忌みの期間中、女性との交接や触穢は禁じられている。
精進初めの日には神長が鹿の皮を敷き、鹿の足を載せたまな板を置き、神使（）たちに御左口神を付ける儀式を行う。透き烏帽子・狩衣を着た神使（）たちは神長から「極意の大事」の印相と真言を授けられる。心身を清浄に保つのが重要であるため、10日ごとには装束と、精進屋にある畳や調度品等がすべて取り替えられ、火も毎日3度改めた。行水は初めの10日間は1日1回、その次の10日間は1日2回、そして最後の10日間は1日3回を取った。御頭郷全体にも禁戒が定められ、諏訪社の社殿造営（現在の御柱祭）と同様に奉仕期間中は祝い事（元服・結婚など）や葬式が禁じられた。
精進屋の前に設置された鳥居型の御贄柱（おんね柱）に付いている25本の串には贄の鹿肉が大量に掛け並べていた。
その一方で、14人の村代神主にも神使（）と同様に御左口神が付けられて、精進を課せられた。
精進期間が終わる2月晦日に神使（）が精進屋から出て、前宮付近にある荒玉社に神事が行われる。赤い長袖の袍を着た神使（）たちは本宮に参詣して、若芽のカワヤナギの幣を4束ずつ奉納してから、正式に大祝の代理となったという旨の申し立てをする。
境締めは今でも御頭郷となる地区の境に立てられている。御室や神使（）関連の神事のほとんどが廃止してしまったため、現存する諏訪大社の神事の中でミシャグジが登場するのはこれだけである。

### 春の廻湛・御頭祭（三月）

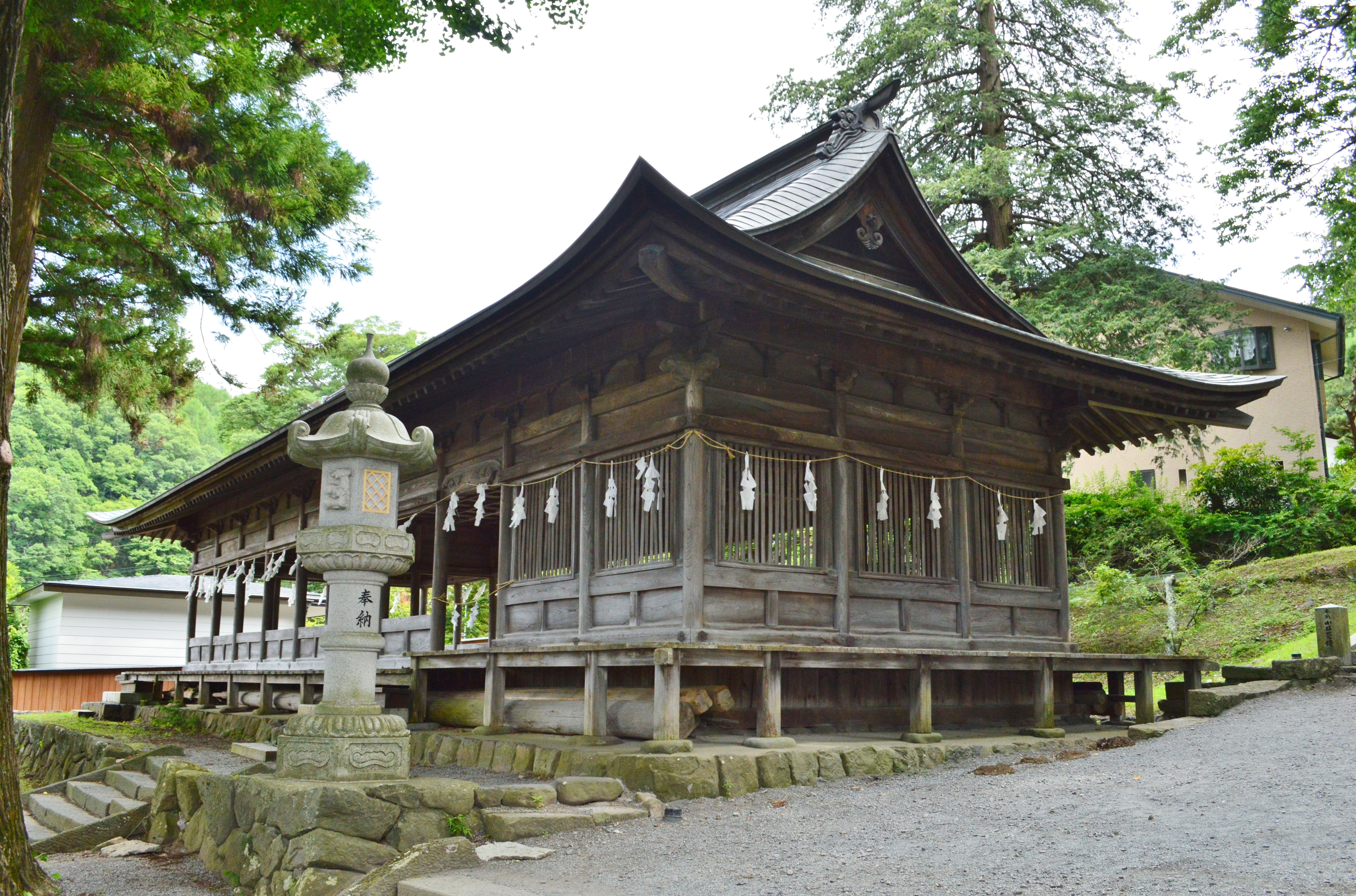
上社の例祭「御頭祭」の舞台となる十間廊

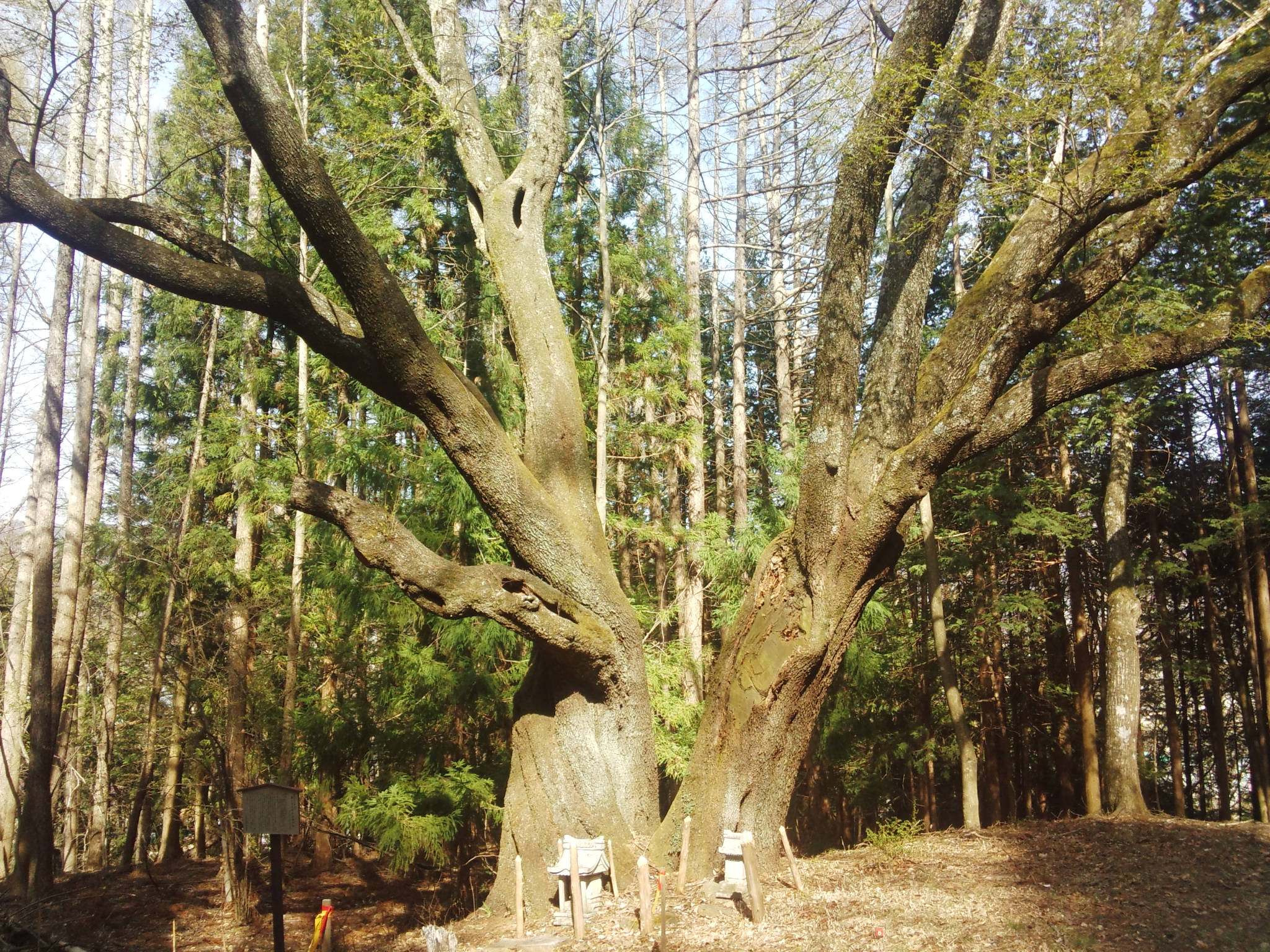
上社前宮付近の峰湛（諏訪七木の一つ）

神長に御左口神を付けられ、精進期間を終えた神使（）が、大祝を代表して上社の信仰圏（諏訪郡と上伊那郡北部）に点在する湛（たたえ・たたい）と呼ばれる神籬（根元に磐座あるいは祠のあった巨木と考えられる）を廻って、そこで現地の村代神主とともに豊作祈願の神事を行った。これを廻湛（まわりたたえ）または神使御頭（しんしおんとう）という。
外県（上伊那）行きの2人1組（外県介・宮付）の出発式は3月の初午の日に行われ、残りの4人2組（内県介・宮付、大県介・宮付）はその3日後の酉の日に出発する。酉の日の出発式は大御立座神事（おおみたてまししんじ、大立増之御頭（おおたちましのおんとう）とも）、または御頭祭（おんとうさい）あるいは酉の祭と呼ばれ、上社で一番盛大な神事として知られていた。大祝が正式に冬籠りを終え、御室を出る日でもある。

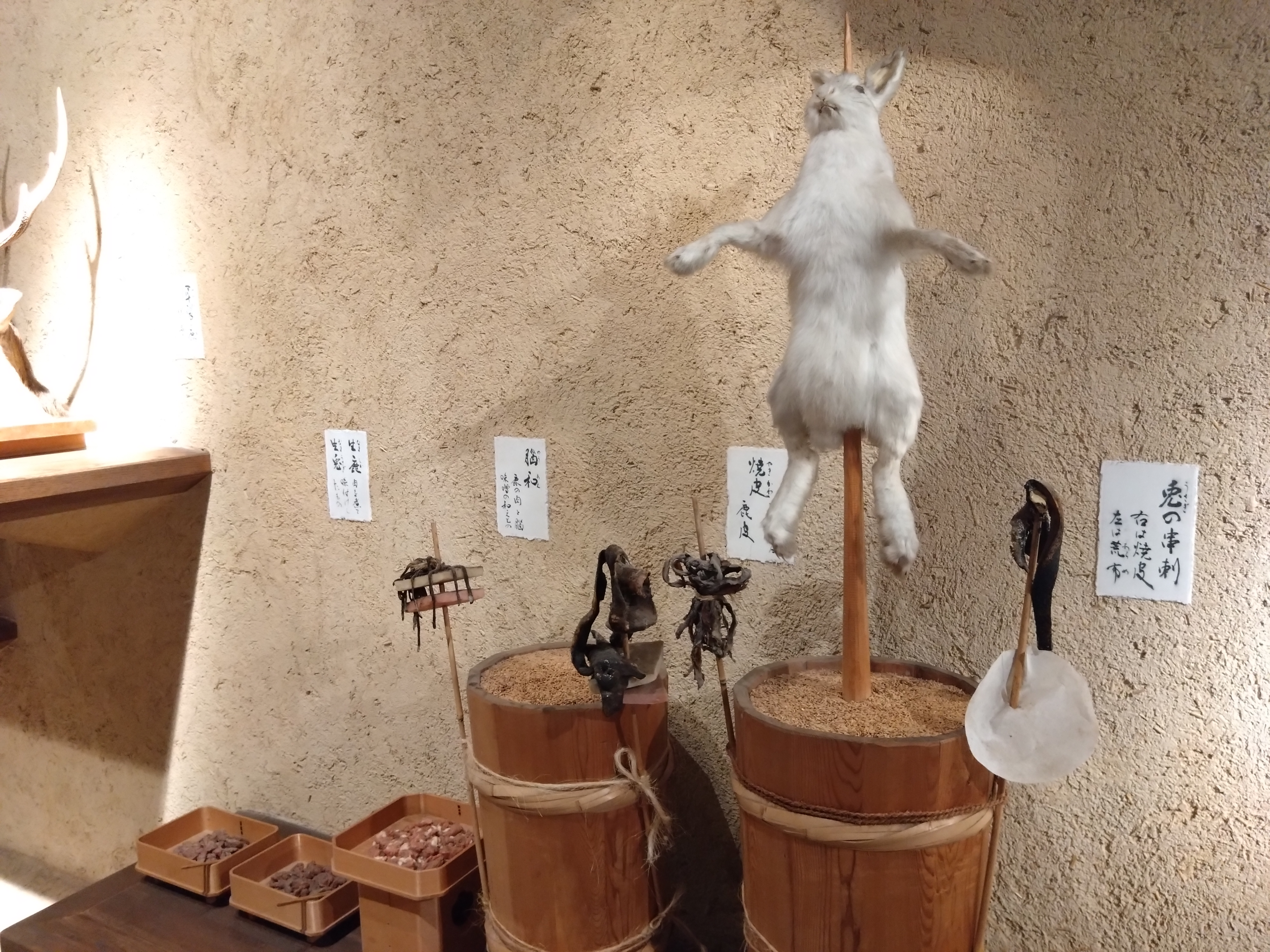
江戸時代中期の御頭祭の供物の復元（神長官守矢史料館）
菅江真澄『すわの海』（天明4年（1784年））に基づく

酉の日の夕方、前宮の十間廊（神原廊（ごうばらろう）とも）で御頭郷が準備した75頭の鹿（御贄鹿）をはじめ、各地の氏子が奉納した山海の幸（イノシシ、ウサギ、雁、エビ、ワカメなど）が用意され、参列者が神（大祝）と共に食事を楽しむ「神人共食」の宴が繰り広げられる。供えられた鹿の頭の中に耳の裂けたものが必ずあると言われており、「神野の耳裂鹿」として諏訪大社七不思議の一つに数えられていた。
宴の最中、長袖の赤い袍を着た神使（）たちは、神長から御杖（みつえ、祭りに参列した神氏系列の氏人の髪の毛が入った榊の枝）と錦の袋に納めた鉄鐸（御宝鈴）を授かる。神使が大祝の前にひざまずき、大祝が「藤白波」の玉鬘（たまかずら、藤蔓製の髪飾り・首飾り、あるいは木綿襷に似たものか）を神使（）に掛けた。次に大祝は口伝の祝詞を唱え、神使（）はこれを復唱する。御杖と鉄鐸を持った神使（）たちは馬に乗り、大祝の館の外にある御手祓道を逆回りして、氏人を伴って湛へ向かう。『画詞』によると、人々は巡廻中の神使（）たちを「廻神」と呼んで拝んでいたという。
3月丑の日、外県の神使（）と内県の神使（）が廻湛から戻る（大県の神使（）が帰るのはその翌日の寅の日である）。この日に、神長が神使（）に付けた御左口神を「上げ」た（神返しした）のち精進屋は撤去され、御室の中にある笹に付いた「うだつの御左口神」は前宮に移される。次の12月に再び御室に移されるまでそこに安置する。大県の神使（）が帰る寅の日には大宮（上社本宮）で春の大祭が行われ、国司の奉幣があった。辰の日、真志野郷の野焼社（諏訪市湖南南真志野にある習焼神社）で無事帰着した神使（）6人全員による神事はあった。

### 江戸時代の御頭祭・神使にまつわる風聞
江戸時代に入ると神使が活躍する場面は御頭祭に限定され、その数が6人から2人、最終的に1人に減った。廻湛も廃れてしまい、神使が前宮の御手祓道を廻ったらそのまま神事が終わる形になった。神使が手にしていた御杖も巨大化し、御杖柱として十間廊の中に常駐するものとなった。
また、神事が形骸化した江戸期以降には神使は儀式虐待を受けた、あるいは殺された（生贄にされた）という噂が広まった。松本藩主の命によって編纂された『信府統記』（1724年）には以下のように書かれている。
また、藤森栄一が上社の旧神楽大夫茅野氏から聞いた話は以下の通りである。

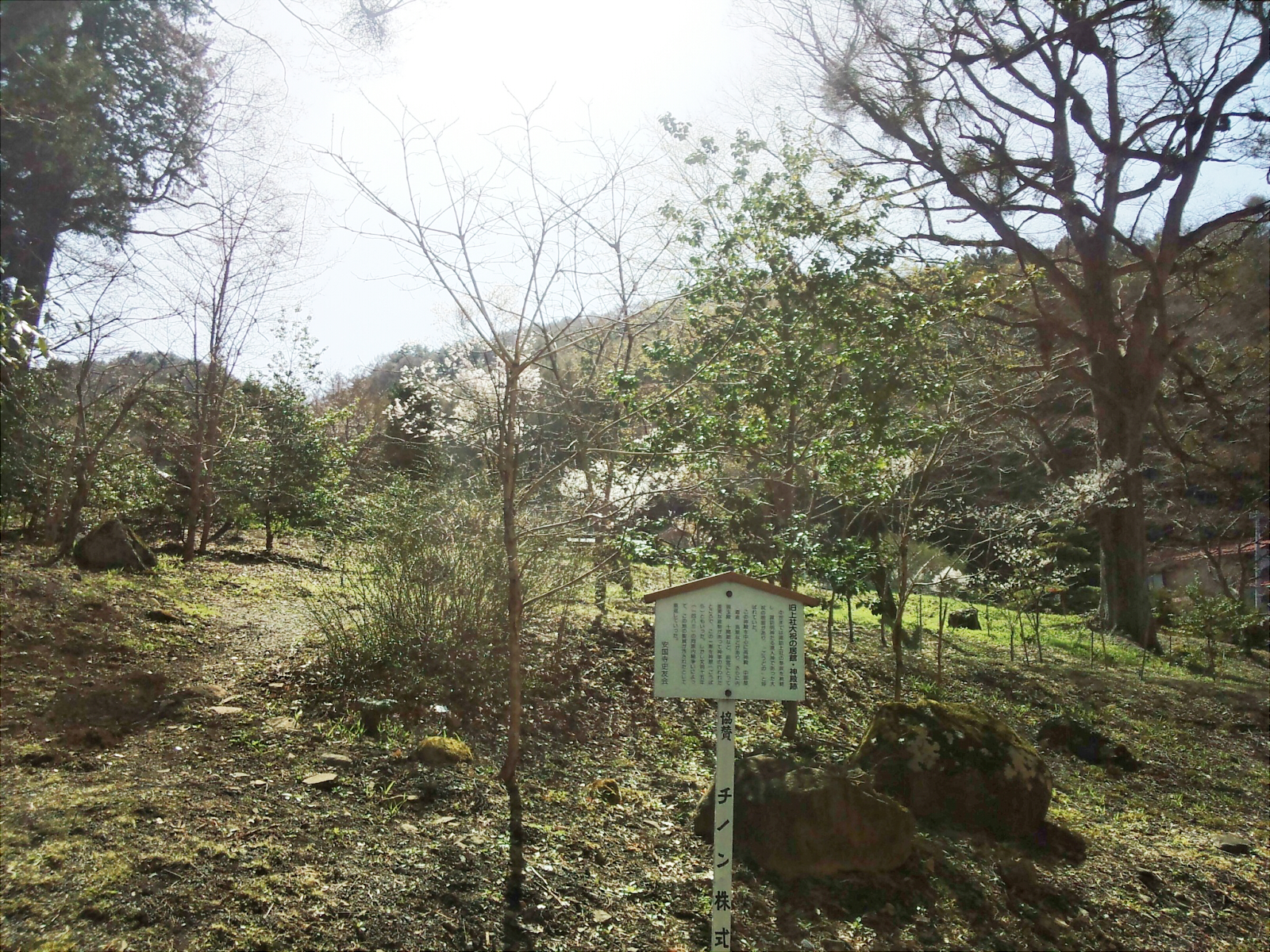
大祝の館・神殿（ごうどの）跡（上社前宮）

今井野菊はこの風聞を事実としてそのまま受け取り、次のように語った。
ほかには、「神使を藤蔓で後手に縛って馬に乗せた。藤蔓の跡が消えず、三年後に死ぬ」という言い伝えも残っている。
宮地直一は近世の神使の状況について以下のように述べている。
このような噂が出回る中で、安永7年（1778年）8月に「松平遠江守殿」（摂津国尼崎藩主・松平忠告か）の問い合わせに対して上社が出した回答書『諏訪神社神事次第大概』では上社側が神使が生贄にされたり藤蔓で縛られたりしたという風聞を否定した。
山本ひろ子（2018年）は「藤縄」の話を神使に掛けられた鬘・襷から来ている可能性があると指摘するほか、「藤縄の跡」を「廻り神となった徴（しるし）であり、目には見えない傷、すなわち聖別されたメタファー」と解釈しており、お役御免になった神使が普通の生活に適応するのに直面した困難が「神使は密かに殺された」という言い伝えを生んだのではないかと推測している。
なお、「御頭祭に神使は殺された」という話は今でも語り継がれており、一般書に出てくることもある。

### 冬の廻湛（十一月）
『画詞』によると、神使（）たちは11月末に再び廻湛をしていた。今回は、収穫の終わった各地を廻り、春に湛に降ろした御左口神を上げ、豊作のお礼の貢物を人々から受け取ったと考えられている。江戸時代には廃れてしまい、大祝の館に宴が行われたのみである。

## 考証

### ミシャグジの実態

#### 石の神か木の神か
幕末に書かれた『諏訪旧蹟誌』はミシャグジについてこう述べている。
『駿河新風土記』にも、村の量地の後に間竿を埋めた上でこの神を祀る一説がみられる他、『和漢三才図会』は「志也具之宮（しやぐのみや）」を道祖神（塞の神の一種）としている。

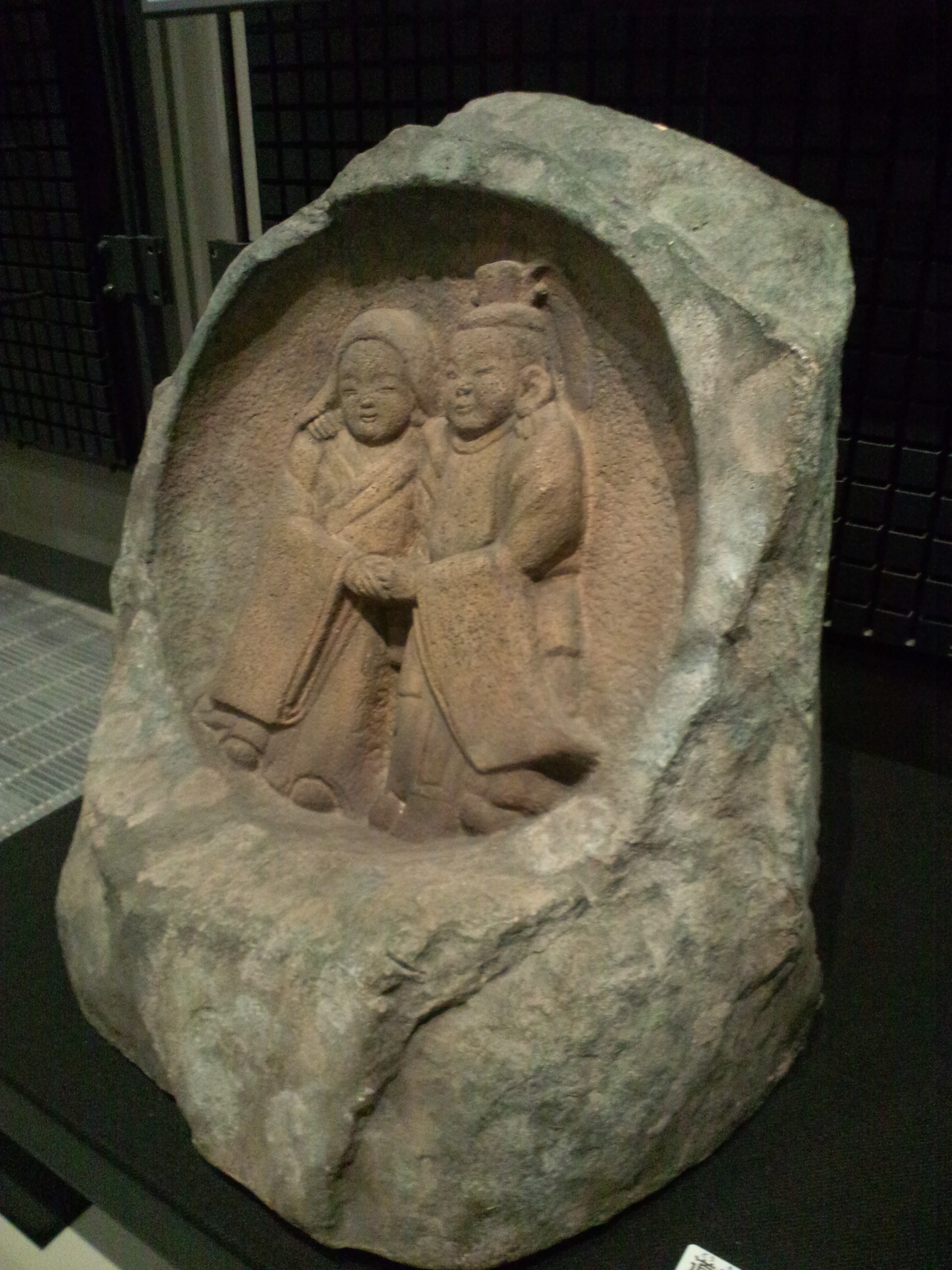
道祖神

柳田國男は、日本にみられる各種の石神についての山中笑らとの書簡のやりとりを『石神問答』として1910年に出していた。神体が石ということからミシャグジを石神とする山中に対し、柳田は石を祀らないミシャグジもあり、石を祀ってもミシャグジといわない例があると指摘し、検地に使われる間竿がその神体として祀られることもあるから、ミシャグジは土地丈量の神であると主張した。また、ミシャグジは大和民族に対する先住民によって祀られていた塞の神（境界の神）で、大和民族と先住民がそれぞれの居住地に立てた一種の標識であるとも考察した。『石神問答』の再刊の序では、柳田は「是は木の神であったことが先ず明らかになり、もう此部分だけは決定したと言い得る」と宣言している。
この柳田の説に対して大和岩雄（1990年）は、自説に不都合だからか、柳田が『諏訪旧蹟誌』を引用した際に「此は即石神也」という文を省いていたと指摘し、そもそも『旧蹟誌』の著者がミシャグジを石神としたのは境の神に石神が多いからと書いている。さらに大和は、ミシャグジが祀られる古樹の根元に祠があり、神体として石棒が納められているのが典型的なミシャグジのあり方であるという今井野菊の観察に基づいて、ミシャグジはやはり石にもかかわっており、木の神と決定するわけにはいかないという見解を述べている。石埜三千穂（2017年）も、柳田が民間信仰としての石神の調査の延長としてミシャグジを扱っており、中世諏訪信仰にちゃんと注目していなかったからこの結論に至ってしまったと批判している。

#### 鹿の胎児・酒の神
中山太郎は、1930年（昭和5年）「御左口神考」の中で口噛み酒を古くは「みさく」「さくち」と呼ばれていたことからミシャグジは酒神であるという説を立てた。更に鹿の胎児が「さご」と称されていたことや、諏訪大社と鹿の因縁深い関係からミシャグジの正体を雌鹿・孕み鹿とし、「鹿の胎児を造酒に用いる一種の呪術的作法が行われたのではあるまいかと思われるのである」と推察していた。
しかし、郷土史家の伊藤富雄にこの説に関して訊ねられた今井野菊は、鹿の胎児を酒造に用いる呪術的作法は聞いたこともない、と中山の推察を否定した。北村皆雄（1975年）も中山説を「どうも肯定しうるだけの説得力に欠けている」と批判すると同時に、中山が論考で取り上げた、三河国設楽郡振草村大字小林（現在の愛知県北設楽郡東栄町）で行われる種取りの神事で鹿の腹に納める苞が「鹿のサゴ（胎児）」と呼ばれるのをミシャグジの名称、または土地の開拓との関係を「なんらかの因縁をつけることができるかもしれない」と推測している。大和岩雄もこの情報を踏まえて、ミシャグジは植物（畑作・田作）だけでなく、動物にもかかわると提唱している。

#### ミシャグジと古木・石棒
藤森栄一・今井野菊・宮坂光昭・古部族研究会（野本三吉、北村皆雄、田中基の3人）らの研究により、ミシャグジと石棒や石皿との関係が明らかになった。上記の通り、今井の実地踏査で古木の根元に石棒を祀るのが最も典型的なミシャグジのあり方であることが判明した。このことから、ミシャグジは木に降りて、石に宿る神霊と信じられていたと考えられる。
北村は、ミシャグジの神体となっている石棒や石皿のほとんどが縄文中期のものであると指摘し、石棒は本来のミシャグジの神体ではなかったとする宮地直一の説に対して、ミシャグジ信仰のルーツを縄文中期の地母神信仰に求め、石棒の中にその信仰的胚珠をもっていたと捉えた。一方宮坂は神木・石棒信仰を古代の蛇信仰と結びつけ（神木-蛇-男根-石棒）、諏訪大社の龍蛇信仰はやはり縄文中期に遡るといわれるミシャグジ（石棒）信仰と繋がっていると考えた。

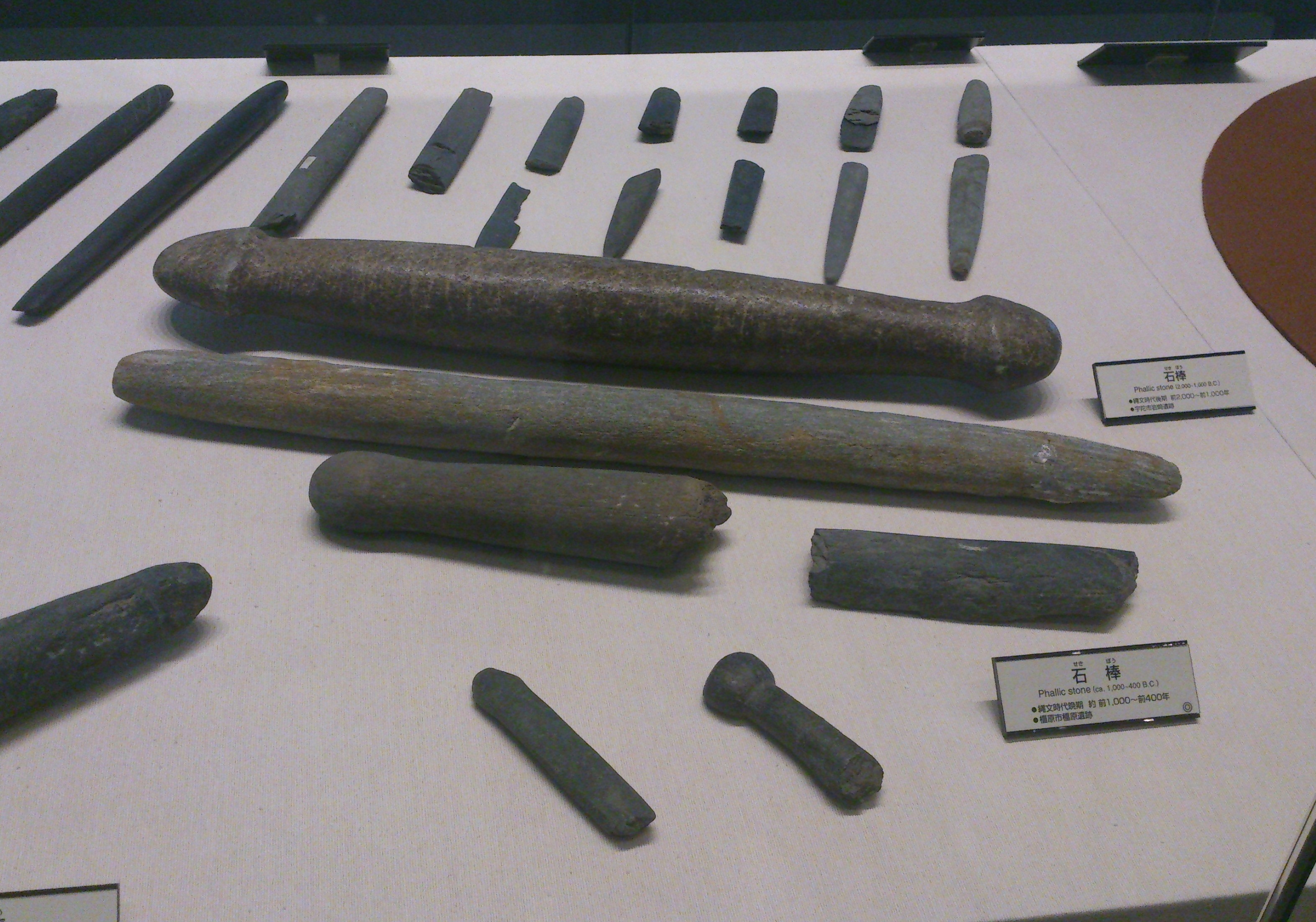
石棒（奈良県立橿原考古学研究所附属博物館）

ただし、諏訪大社上社の過去の祭事においては、ミシャグジが木や石だけでなく、笹や人間などにも憑くため、単なる木や石の神ではないという指摘もある。また、他の神（天白神、千鹿頭神など）を祀る社祠にも石棒が神体として納められることもある。この事から、石棒祭祀はミシャグジ信仰特有のものではなく、それとは元々直接の関係がないとする見解もある。この説では「地中から出た特殊な石・石器（石棒や石剣など）を神社に奉納して祀る」という各地に見られる石神信仰が諏訪信仰の拡散につれてミシャグジと結びつけられたとされている。
その一例として、石埜穂高（2018年）は武蔵国（現・埼玉県、東京都）を中心に分布している氷川神社にも石棒・石剣を祀る例が多いことを挙げている。氷川信仰における霊石祭祀はミシャグジ信仰と関連がなく、石棒・石剣を天叢雲剣に比定して生まれた信仰であるとしている。

#### 神か精霊（力）か
現在はミシャグジを「神」として見るのが一般的であるが、細田貴助（2003年）は「精霊と人格神（神）とを、古くの日本人は区別していた。ミサクジを神とはしなかったであろう」と主張している。
これに対して石埜三千穂は、上社の神事においてミシャグジに憑かれた人が託宣する（神意を示す）ことがまずなく、1年の間に上社に奉仕する郷村を決める御占神事もあくまでも諏訪明神の託宣であって、祭事中に降ろされるミシャグジはそのために作用しているに過ぎないと指摘している。このことからミシャグジは本来、抽象的な「諏訪大神のために働く純粋な力」（すなわち自然エネルギーそのもの）と理解されていたという説を石埜が提唱している。北村皆雄と田中基（2018年）もミシャグジをマナ（実体性のない、人や物に付着する神秘的な力）や折口信夫の言う「外来魂」と例えている。寺田鎮子・鷲尾徹太（2010年）もミシャグジの本質を「生命力を励起するパワーのようなもの」、「空からやってくる（…）大気（空気・空）に充満するエネルギー」としている。